# Jezioro Margonińskie
Jezioro Margonińskie – jezioro w woj. wielkopolskim, w pow. chodzieskim, w granicach miasta Margonin, leżące na terenie Pojezierza Chodzieskiego.

## Hydrologia
Powierzchnia zwierciadła wody według różnych źródeł wynosi od 215,0 ha przez 215,4 ha do 235,90 ha.

Zwierciadło wody położone jest na wysokości 79,0 m n.p.m. lub 80,1 m n.p.m.. Średnia głębokość jeziora wynosi 7,1 m, natomiast głębokość maksymalna 19,8 m.
W oparciu o badania przeprowadzone w 2003 roku wody jeziora zaliczono do III klasy czystości i II kategorii podatności na degradację. W 1998 roku wody jeziora zaliczono do III klasy czystości.
Jezioro położone jest w dorzeczu Noteci, Warty i Margoninki. Jest jeziorem rynnowym.

## Sport
Od 2010 na akwenie działa wyciąg do nart wodnych oraz wakeboardingu. Wyciąg był pierwszym tego typu urządzeniem w Wielkopolsce i jest drugim co do długości wyciągiem elektrycznym w Polsce (1000 metrów).